# Dol Guldur (album)
Dol Guldur è il terzo album dei Summoning. Per ora è l'album più venduto del gruppo. Tutti i testi sono stati scritti da P.K. degli Abigor e da J. R. R. Tolkien, i quali sono anche ringraziati nel booklet. La traccia finale dell'album, "Over Old Hills" era stata scritta da Protector quando era membro del progetto Ice Ages.

## Tracce
1. Angbands Schmieden – 3:30
2. Nightshade Forests – 10:48
3. Elfstone – 10:51
4. Khazad Dúm – 10:57
5. Kôr – 10:59
6. Wyrmvater Glaurung – 3:05
7. Unto A Long Glory... – 9:37
8. Over Old Hills – 8:57

## Formazione
- Protector - voce, chitarra, tastiere
- Silenius - voci, tastiere